# Consejo de la Shura de Hamás
El Consejo de la Shura de Hamás (en árabe: مجلس الشورى) es el órgano más alto de toma de decisiones dentro del Movimiento de Resistencia Islámica (Hamás). 
La palabra "Shura" proviene del árabe y significa "consulta", siendo un principio fundamental en el islam que implica la toma de decisiones a través de consultas entre los miembros de la comunidad.
El Consejo Shura de Hamás está actualmente dirigido por Abu Omar Hassan.

## Estructura
El Consejo de la Shura está compuesto por altos líderes de Hamás y es responsable de establecer las políticas generales, tanto en lo político como en lo militar. El consejo supervisa todas las actividades de la organización, incluida la dirección del ala política y militar. También es el órgano encargado de elegir al líder máximo de Hamás, conocido como el Jefe del Buró Político. 
Está compuesto además por miembros de las cuatro shuras “regionales”, elegidos por miembros de Hamás en Gaza, Cisjordania, la diáspora y por prisioneros en cárceles israelíes. Estas shuras regionales designan politburós (liderazgos locales) “regionales” para cada área. Las shuras estuvieron inicialmente dominadas por figuras religiosas, pero ahora también incluyen un número indeterminado de figuras políticas y sociales. La pertenencia a las shuras de Hamás se mantiene en gran medida en secreto.

## Funciones
El Consejo de la Shura de Hamás supervisa todas las áreas clave de la organización, incluidas las ramas política, militar y social. Esta estructura tiene la función de elegiral líder máximo de Hamás, conocido como el Jefe del Buró Político.
Por otro lado, este organismo tiene un papel decisivo en la planificación de las actividades militares del brazo armado de Hamás, las Brigadas Izz ad-Din al-Qassam, responsables de la resistencia armada contra Israel. Además, gestiona las relaciones internacionales del movimiento, las alianzas con otros grupos y la recaudación de fondos, a menudo de donantes internacionales y gobiernos simpatizantes.
El consejo es clave también en la gobernanza de la Franja de Gaza, un territorio controlado por Hamás desde 2007. Aquí, las decisiones del Consejo de la Shura impactan directamente en la vida diaria de los habitantes, ya que este órgano determina la política interna, las relaciones con otras facciones palestinas y la administración de servicios públicos.